# Efektivní hodnota
Efektivní hodnota je statistická hodnota měřící velikost měnící se veličiny. Užitečná je zejména u periodických veličin, v elektrotechnice, v elektronice a teorii obvodů u hlavních obvodových veličin – napětí a proudu. V silnoproudé elektrotechnice se napětí i intenzita střídavého proudu zpravidla udává v efektivních, nikoli v maximálních hodnotách. 

## Efektivní hodnota běžných periodických průběhů
| Průběh | Vzorec | Efektivní hodnota                      |
| --- | --- | -------------------------------------- |
| sinusoida                                                                                                  | {\displaystyle y=a\sin(2\pi ft)\,}                                                                                          | {\displaystyle {\frac {a}{\sqrt {2}}}} |
| obdélníkový průběh                                                                                         | {\displaystyle y={\begin{cases}a&((ft)\%1)<0.5\\-a&((ft)\%1)>0.5\end{cases}}}                                               | {\displaystyle a\,}                    |
| modifikovaný obdélníkový průběh                                                                            | {\displaystyle y={\begin{cases}0&((ft)\%1)<0.25\\a&0.25<((ft)\%1)<0.5\\0&0.5<((ft)\%1)<0.75\\-a&((ft)\%1)>0.75\end{cases}}} | {\displaystyle {\frac {a}{\sqrt {2}}}} |
| pilový průběh                                                                                              | {\displaystyle y=2a(0.5-(ft)\%1),}                                                                                          | {\displaystyle a \over {\sqrt {3}}}    |
| Kde: t je čas, f je frekvence, a je amplituda (maximální hodnota), a c % d značí zbytek po dělení (modulo) | |                                        |

## V elektrotechnice a v elektronice

Sinusový průběh napětí či intenzity: 1 – maximální hodnota; 2 – „špička-špička“; 3 – efektivní hodnota; 4 – perioda

Efektivní hodnota střídavého proudu (Ief) je rovna hodnotě stejnosměrného proudu, který by při průchodu odporovou zátěží dával stejný průměrný výkon.
Efektivní hodnota střídavého napětí (Uef) je rovna hodnotě stejnosměrného napětí, které by při přiložení na odporovou zátěž dávalo stejný průměrný výkon.
V praxi se většinou používá zkrácený termín efektivní proud, nebo efektivní napětí. Pokud se v silnoproudé elektrotechnice mluví o jinak nespecifikovaných hodnotách střídavých napětí nebo proudů, téměř vždy se automaticky předpokládá, že jde o efektivní hodnoty.

### Odvození
Střední výkon na odporu za periodu T můžeme vyjádřit jako:
{\displaystyle P_{st{\check {r}}}={\frac {\int _{0}^{T}R\cdot i^{2}(t)\,\mathrm {d} t}{T}}=R\cdot I_{ef}^{2}}
Odtud snadno odvodíme, že efektivní proud je střední kvadratickou hodnotou proudu za periodu:
{\displaystyle I_{ef}={\sqrt {\frac {\int _{0}^{T}i^{2}(t)\,\mathrm {d} t}{T}}}}
Podobně bychom mohli odvodit, že efektivní napětí je střední kvadratickou hodnotou napětí za periodu:
{\displaystyle U_{ef}={\sqrt {\frac {\int _{0}^{T}u^{2}(t)\,\mathrm {d} t}{T}}}}

### Efektivní hodnoty napětí a proudu v praxi
Efektivní hodnota bývá často značena indexem RMS z anglického „Root Mean Square“ (česky doslovně „odmocnina průměru čtverců“, jinak také kvadratický průměr).
O efektivních hodnotách většinou hovoříme v souvislosti se sinusovými střídavými napětími nebo proudy, vyskytujícími se často v elektrické napájecí síti. Za předpokladu, že proud resp. napětí má sinusový průběh platí:
Efektivní hodnota střídavého proudu:
{\displaystyle I_{ef}=I_{max}{\sqrt {{\frac {1}{\pi }}\int _{0}^{\pi }\sin ^{2}(t)\,\mathrm {d} t}}={\frac {I_{max}}{\sqrt {2}}}}
Efektivní hodnota střídavého napětí:
{\displaystyle U_{ef}=U_{max}{\sqrt {{\frac {1}{\pi }}\int _{0}^{\pi }\sin ^{2}(t)\,\mathrm {d} t}}={\frac {U_{max}}{\sqrt {2}}}}
Některé voltmetry nebo ampérmetry využívají toho, že je jednodušší měřit střední absolutní hodnotu střídavých veličin, která je rovna:
{\displaystyle U_{st{\grave {r}}abs}=U_{max}\cdot {\frac {2}{\pi }}}
Pro určení efektivní hodnoty sinusového průběhu pak násobí tuto hodnotu tzv. koeficientem tvaru {\displaystyle k_{t}={\frac {\pi }{2{\sqrt {2}}}}}, který je číselně roven zhruba 1,11:
{\displaystyle U_{ef}=U_{st{\grave {r}}abs}\cdot {\frac {\pi }{2{\sqrt {2}}}}}
Pokud není průběh střídavého napětí nebo proudu přesně sinusový, pak můžeme i při přesném měření změřit různými přístroji mírně odlišnou "velikost" napětí nebo proudu, podle toho jestli daný přístroj měří metodou střední kvadratické hodnoty tj. "true RMS", nebo střední absolutní hodnoty.
Elektrická síť v České republice má jmenovité efektivní fázové napětí jedné fáze 230 V (maximální okamžitá hodnota napětí je 325 V), jmenovité efektivní sdružené napětí je 400 V.